# ویلیام تامپسون (قایقران روئینگ)
ویلیام تامپسون (انگلیسی: William Thompson; ۱۹ ژوئیهٔ ۱۹۰۸ – ۸ فوریهٔ ۱۹۵۶) قایقران روئینگ اهل ایالات متحده آمریکا بود.